# André Alcaráz
Víctor André Alcaráz Díaz (ur. 8 stycznia 2000 w Narbonie) – meksykański piłkarz z obywatelstwem francuskim występujący na pozycji bramkarza, od 2024 roku zawodnik andorskiego Rànger’s.
Urodził się we Francji, gdzie studiowali jego rodzice. W wieku dwóch lat wraz z rodziną powrócił do Meksyku.